# Neavella silvioides
Neavella silvioides is een vliegensoort uit de familie van de dazen (Tabanidae). De wetenschappelijke naam van de soort is voor het eerst geldig gepubliceerd in 2010 door Mohammad, Badrawy & Abu El-Hassan.